# Campiglossa iracunda
Campiglossa iracunda
 es una especie de insecto díptero que Erich Martin Hering describió científicamente por primera vez en el año 1938.
Esta especie pertenece al género Campiglossa de la familia Tephritidae.